# Horismenus christenseni
Horismenus christenseni är en stekelart som först beskrevs av Blanchard 1942.  Horismenus christenseni ingår i släktet Horismenus och familjen finglanssteklar. Inga underarter finns listade i Catalogue of Life.